# فيلقية ناغازاكية
فيلقية ناغازاكية (الاسم العلمي: Legionella nagasakiensis) هي نوع من البكتيريا يتبع جنس الفيلقية من الفصيلة الفيالقية.	تم عزلها من عينة مياه من ينبوع حار في أوموري في اليابان و من رئة الإنسان.